# Ajajalpan
Ajajalpan är en ort i Mexiko.   Den ligger i kommunen Zacatlán och delstaten Puebla, i den sydöstra delen av landet, 140 km öster om huvudstaden Mexico City. Ajajalpan ligger 1 734 meter över havet och antalet invånare är 137.
Terrängen runt Ajajalpan är kuperad åt sydväst, men åt nordost är den bergig. Runt Ajajalpan är det ganska tätbefolkat, med 160 invånare per kvadratkilometer. Närmaste större samhälle är Zacatlán, 7,0 km sydväst om Ajajalpan. I omgivningarna runt Ajajalpan växer i huvudsak blandskog.